# 2018年1月美国联邦政府停摆事件
2018年1月美國聯邦政府停擺事件（英語：United States federal government shutdown of January 2018）是美國聯邦政府由於預算不足於2018年1月陷入全部或部分停止運作的狀態的事件。
2018年1月的联邦政府停摆起始于美国东部时间2018年1月20日零时（UTC-5），由于美国国会两大党派迟迟不能就2018财政年度联邦预算案达成最终协议，导致美国联邦政府失去必要预算，从而停摆。停摆期间，大量联邦政府部门和设施被迫关闭，数十万联邦雇员被停薪放假，仅有气象、医疗、邮政、军事、航空管制、边境保护以及刑罚系统等与国家和公共安全息息相关的设施继续运转。本次停摆是唐納·川普就任美国总统以来的第一次政府停摆事件，发生时刻也恰逢川普总统就任一周年。聯邦政府上一次停擺發生於2013年。1月22日，参议院以81票多数决议结束联邦政府停摆状态，将预算案短暂延期到2018年2月8日。

## 背景
美国2018财政年度从2017年10月1日开始，至2018年9月30日止。美国国会负责制定、批准每一个财政年度的联邦机构预算，以确保政府部门持续运转。由于国会两党就新一年度的预算案的内容增减常有争议，预算案延期的方式往往是以短期延期的方式进行，也就是财政年度开始时，先短暂批准预算延期几个月，确保美国政府不会在财年开始就迅速关停。随后，国会议员们在接下来的几个月的时间持续商谈，以达成协议，将新一年度的财政预算延期至财年的最后一天。2017年9月8日，川普总统签署了临时预算案，将美国政府的财政预算延期至2017年12月8日。
由于国会还是不能就预算问题达成协议，又将临时预算案延期到了12月22日，随后又延期至2018年1月19日。然而，截止到2018年1月19日晚上，国会仍然无法就2018财年预算案达成协议。美国众议院通过一份临时预算案，准备将联邦预算再度延期至2018年2月16日，争取继续谈判妥协的时间，然而，这版草案在美国参议院于1月19日晚间的投票中失败，因此，美国联邦政府无力阻止从1月20日起被迫停摆的命运。

## 原因

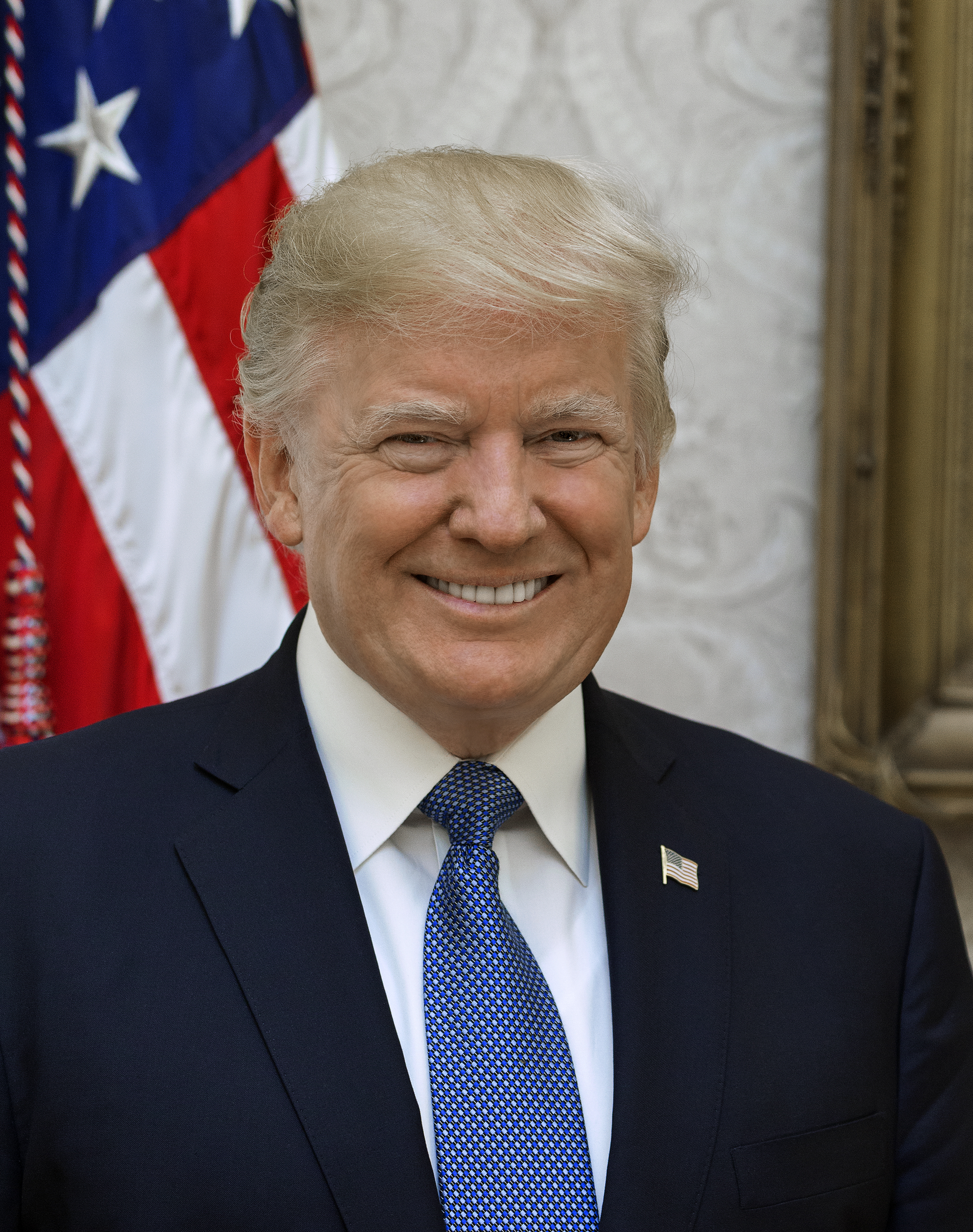
川普总统强硬的移民政策是国会在预算案谈判上争论不休的原因之一。

政府停摆的主要原因是国会的两大派，美国民主党和美国共和党，无法就政府财政预算中的内容达成协议，对此拒绝妥协的议员会在投票环节投下反对票，以阻止预算案的通过。在川普总统上台后，提出了备受争议的“减税改革”以及试图减少移民流入的“移民改革”等目标。这些目标需要国会的协助才能完成。为此，白宫和国会两大党都希望预算法案成为谈判的筹码，把自己希望实现的政策加入到预算案中，同时，阻止持不同政见的人将他们喜爱的内容加入到预算案。双方在移民、保健、税务、边境安全等方面都有诸多分歧。

### 移民改革
移民改革被视为本次政府停摆最直接的导火索之一。川普总统于2017年9月签署行政令，正式废除童年入境者暂缓遣返手续（DACA）项目，该项目由奥巴马政府设立，主要保护童年时期非法进入美国、却在美国生活长大的孩童不受遣返。DACA政策开启5年来，有至少70万非法移民获益。川普政府称DACA违宪，主张总统没有权力制定移民政策，遣返保护必须由国会立法完成。要求国会制定能够替代DACA的新法案。为了给国会缓冲期，川普给国会制定了2018年3月5日的大限。如果国会不能按时拿出替代DACA的移民法案，那么童年时期非法进入美国的移民就要面临身份失效的境遇。
国会两党的议员都希望拿出一个保护无证移民的长期解决方案。福克斯新闻的民调也显示，80%的选民支持DACA受益人留在美国。然而，这期间需要大量的谈判和妥协。川普政府和共和党主张使用“让DACA受益人留在美国”为交换条件，通过其它限制移民的要求。共和党的主张包括在美墨边界建一道高墙、增加边境执法、给移民执法单位更多预算、增加境内无证移民的遣返力度、收紧签证审批、打击非法打工行为、以及修改《移民法》，废除被视为“低技能”的移民项目，将美国的移民系统转为以吸引高技能为主的择优制度，同时减少合法移民总数。而民主党则对许多共和党的提案持强烈反对态度，主张尽快给境内的无证移民合法身份，同时批评共和党保守的移民政策。
从川普上任起，国会两党就移民问题争论不休。双方都试图将预算案和DACA作为谈判的筹码。民主党主张，如果国会不同意将保护DACA受益人的条款放入预算案，将集体杯葛任何预算案。而共和党则主张，预算案中不应包括敏感的移民问题。而川普政府，态度则十分强硬，称DACA必须和在美墨边界建墙捆绑在一起通过。而在美墨边界建墙和减少合法移民，则又是民主党强烈反对的。因此，在经过多个月的谈判，两党仍无法就移民问题达成协议，从而导致民主党在预算案延期草案投票中集体投出反对票，与此同时，一些共和党人也因为各种问题加入了民主党人投下反对票，使得联邦政府停摆。

### 最后一刻
根据媒体和一些政府官员披露的报告，川普和参议院少数党领袖查克·舒默在1月19日在白宫进行了紧张的会谈，试图在最后一刻达成协议，避免政府停摆。两人一度接近达成协议，甚至谈论了芝士汉堡之类的轻松话题。然而，形式急转直下。川普要求舒默和国会共和党领袖米奇·麥康諾和保罗·莱恩也达成妥协。但是国会多数党领袖拒绝了舒默“先短暂延期几天，多给我们几天时间达成妥协”的要求。共和党领袖认为，如果联邦政府关停，民主党受到的谴责和伤害会更大。而民主党议员们则强烈要求不要在DACA移民问题上退让。最终，共和党领袖拒绝任何妥协，也不给川普和舒默的谈判制造更多机会，谈判破裂。

## 影响

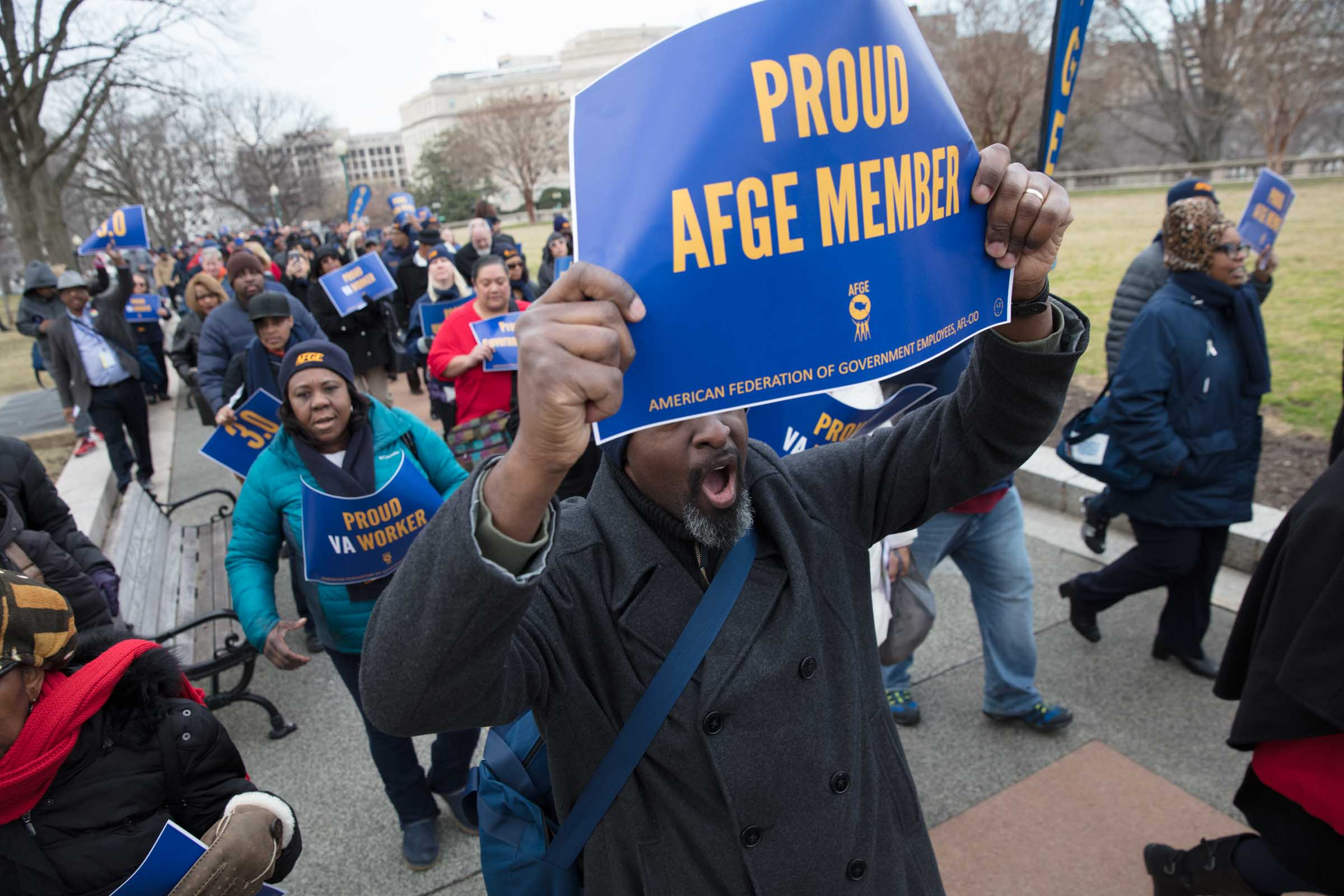
受停工影响的员工为能够获得拖欠的工资而抗议

如同历次政府停摆一样，联邦政府关停会导致大量政府机构全部或部分停止运转。与国家和公共安全息息相关的重要部门，例如国土安全部，受到的影响较小，至少90%的国安部员工会继续工作。国防部在海外的各项行动会继续进行。美国国务院将会保持部分运作，直到备用资金消耗殆尽。国家公园将继续保持开放，邮政服务也会继续运转。
一些需要通过预算案来延续有效期的重要法案和项目，由于预算案没有通过，必须暂时失效。例如EB-5签证 (美国)投资移民计划下属的“区域中心”投资移民项目预定于2018年1月19日到期，必须夹在预算案里进行延期。如果预算案成功延期，EB-5区域中心投资移民项目得以继续运作。然而，由于预算案延期失败，该项目于1月20日起失效。停摆期间，美国移民局暂停审批所有积压的申请，同时，美国国务院、移民局和各驻外领事馆从1月20日起不得签发EB-5区域中心投资移民签证（I-5和R-5签证）。
川普政府指责民主党领袖查克·舒默是罪魁祸首。白宫称民主党对非法移民的关心高于合法的美国公民。

## 另見
- 2018年美国联邦政府停摆事件
- 2018年—2019年美国联邦政府停摆事件